# Lekkoatletyka na Letnich Igrzyskach Paraolimpijskich 2008 – bieg na 100 metrów mężczyzn kl. T53
Bieg na 100 metrów mężczyzn kl.T53 podczas Letnich Igrzysk Paraolimpijskich 2008 rozegrano 16 września. W rozgrywkach wzięło udział 13 sportowców z 11 krajów.

## Wyniki

### Pierwsza runda
Biegi pierwszej rundy zostały rozegrane 16 września o godzinie 11:51. Kwalifikację do finału uzyskiwało po trzech najlepszych zawodników z każdego biegu oraz dwóch z najlepszymi wynikami. Na tym etapie rozgrywek chiński lekkoatleta Yu Shiran ustanowił rekord Paraolimpiady z wynikiem 14.81 s. 
Bieg 1
| Poz. | Zawodnik           | Narodowość      | Tor | Rezultat | Uwagi |
| ---- | ------------------ | --------------- | --- | -------- | ----- |
| 1    | Yu Shiran          | Chiny           | 2   | 14.81    | Q, PR |
| 2    | Brent Lakatos      | Kanada          | 5   | 15.26    | Q     |
| 3    | Mickey Bushell     | Wielka Brytania | 4   | 15.33    | Q     |
| 4    | Sopa Intasen       | Tajlandia       | 6   | 15.72    | q     |
| 5    | Hamad Aladwani     | Kuwejt          | 3   | 15.75    | q     |
| 6    | Roy Patrick Guerin | Irlandia        | 7   | 16.59    |       |

Bieg 2
| Poz. | Zawodnik         | Narodowość        | Tor | Rezultat | Uwagi |
| ---- | ---------------- | ----------------- | --- | -------- | ----- |
| 1    | Josh George      | Stany Zjednoczone | 7   | 15.17    | Q     |
| 2    | Pichet Krungget  | Tajlandia         | 2   | 15.41    | Q     |
| 3    | Ariosvaldo Silva | Brazylia          | 4   | 15.82    | Q     |
| 4    | Jung Dong-ho     | Korea Południowa  | 6   | 14.98    |       |
| 5    | Jaime Ramirez    | Meksyk            | 1   | 16.06    | Fn    |
| 6    | Jesus Aguilar    | Wenezuela         | 5   | 16.48    |       |
| 7    | Eric Gauthier    | Kanada            | 3   | 18.19    |       |

### Finał
Finał został rozegrany 16 września o godzinie 17:48.
| Poz. | Zawodnik         | Narodowość        | Tor | Rezultat | Uwagi |
| ---- | ---------------- | ----------------- | --- | -------- | ----- |
| 1    | Josh George      | Stany Zjednoczone | 4   | 14.79    |       |
| 2    | Mickey Bushell   | Wielka Brytania   | 8   | 14.86    |       |
| 3    | Yu Shiran        | Chiny             | 5   | 15.09    |       |
| 4    | Sopa Intasen     | Tajlandia         | 2   | 15.20    |       |
| 5    | Pichet Krungget  | Tajlandia         | 6   | 15.20    |       |
| 6    | Brent Lakatos    | Kanada            | 3   | 15.21    |       |
| 7    | Hamad Aladwani   | Kuwejt            | 1   | 15.36    |       |
| 8    | Ariosvaldo Silva | Brazylia          | 7   | 15.40    |       |